# بلدة مابل غروف (مقاطعة ساجينو)
مابل غروف، مقاطعة ساجينو (بالإنجليزية: Maple Grove Township, Saginaw County, Michigan)‏ هي بلدة تقع بولاية ميشيغان في الولايات المتحدة. تبلغ مساحتها 95 (كم²)، وترتفع عن سطح البحر 203 م، بلغ عدد سكانها 2640 نسمة في عام تعداد الولايات المتحدة 2000 حسب إحصاء مكتب تعداد الولايات المتحدة وتصل الكثافة السكانية فيها 28.6 نسمة/كم2.

## وصلات خارجية
- The US50 - Cities and Towns in Michigan State
- Michigan Cities and Towns, Facts, Map, Flag, Colleges, Government, and More